# Lucifotychus remipennis
Lucifotychus remipennis är en skalbaggsart som först beskrevs av Albert A. Grigarick och Schuster 1962.  Lucifotychus remipennis ingår i släktet Lucifotychus och familjen kortvingar. Inga underarter finns listade i Catalogue of Life.